# Hafenbahn Offenbach
| Lage der Hafenbahn |                      |                                                   |                                                   |
| Streckenlänge: | 9 km                 |                                                   |                                                   |
| Spurweite: | 1435 mm (Normalspur) |                                                   |                                                   |
| |                      |                                                   |                                                   |
| \| \| \| von Hanau \| \| \| \| \| Offenbach (Main) Güterbahnhof (früher Pers.-Halt) \| \| \| \| \| nach Frankfurt \| \| \| \| \| Laskastraße \| \| \| \| \| Bundesstraße 43 \| \| \| \| \| Anschluss Hoechst \| \| \| \| \| Eigentumsgrenze DB – Hafenbahn \| \| \| \| \| Übergabebahnhof \| \| \| \| \| Carl-Ulrich-Brücke \| \| \| \| \| Lokomotivschuppen \| \| \| \| \| \| \| \| \| \| Anschlussgleise \| \| \| \| \| Hafeninsel \| \| \| \| \| Nordmole \| \| \| \| \| Südmole \| \| |                      |                                                   |                                                   |
| Strecke |                      | von Hanau                                         | von Hanau                                         |
| Dienststation / Betriebs- oder Güterbahnhof |                      | Offenbach (Main) Güterbahnhof (früher Pers.-Halt) | Offenbach (Main) Güterbahnhof (früher Pers.-Halt) |
| Abzweig ehemals geradeaus und nach links |                      | nach Frankfurt                                    | nach Frankfurt                                    |
| Strecke mit Straßenbrücke (Strecke außer Betrieb) |                      | Laskastraße                                       | Laskastraße                                       |
| Strecke mit Straßenbrücke (Strecke außer Betrieb) |                      | Bundesstraße 43                                   | Bundesstraße 43                                   |
| Abzweig geradeaus und nach links (Strecke außer Betrieb) |                      | Anschluss Hoechst                                 | Anschluss Hoechst                                 |
| Wechsel des Eisenbahninfrastrukturunternehmens (Strecke außer Betrieb) |                      | Eigentumsgrenze DB – Hafenbahn                    | Eigentumsgrenze DB – Hafenbahn                    |
| Dienststation / Betriebs- oder Güterbahnhof (Strecke außer Betrieb) |                      | Übergabebahnhof                                   | Übergabebahnhof                                   |
| Strecke mit Straßenbrücke (Strecke außer Betrieb) |                      | Carl-Ulrich-Brücke                                | Carl-Ulrich-Brücke                                |
| Abzweig geradeaus und nach links (Strecke außer Betrieb) · Strecke von rechts (außer Betrieb) · Betriebsstelle Streckenanfang (Strecke außer Betrieb) |                      | Lokomotivschuppen                                 | Lokomotivschuppen                                 |
| Strecke (außer Betrieb) · Abzweig geradeaus und nach links (Strecke außer Betrieb) · Abzweig geradeaus und von rechts (Strecke außer Betrieb) |                      |                                                   |                                                   |
| Strecke (außer Betrieb) · Strecke (außer Betrieb) · Strecke nach links (außer Betrieb) |                      | Anschlussgleise                                   | Anschlussgleise                                   |
| Bahnübergang (Strecke außer Betrieb) · Bahnübergang (Strecke außer Betrieb) |                      | Hafeninsel                                        | Hafeninsel                                        |
| Strecke (außer Betrieb) |                      | Nordmole                                          | Nordmole                                          |
| |                      | Südmole                                           |                                                   |

Die Hafenbahn Offenbach war eine Eisenbahninfrastruktur in Offenbach am Main, die den Offenbacher Hafen an den Güterbahnhof  Offenbach (Main) und das Netz der Deutschen Bahn AG anschloss. Die erhaltenen Anlagen der Hafenbahn sind Teil der Route der Industriekultur Rhein-Main Offenbach am Main.

## Geschichte

Hafenbahn Offenbach, Gleise am Mainufer, um 1916

Die Offenbacher Hafenbahn ging am 9. Dezember 1902 in Betrieb. Die Gleisanlagen vom Hauptbahnhof bis zum Stadtteil Bürgel wurden vom Staat mit 350.000 Reichsmark finanziert; für den Gleisanschluss bis zum Hafen zahlte die Stadt. Auf der damals vier Kilometer langen Strecke wurden insgesamt 26 Weichen eingebaut.
Die Lokomotiven der Hafenbahn wurden in einem Lokschuppen gewartet, dessen damaliger Standort schwierig zu rekonstruieren ist: Im Zweiten Weltkrieg, am 18. März 1944, wurde die Infrastruktur des Offenbacher Hafens bei einem alliierten Fliegerangriff durch Bomben vollständig zerstört. Im Jahr 1946 ging die Hafenbahn in städtischen Besitz über, bis 1949 waren die Hafeneinrichtungen wieder aufgebaut, und auch die Hafenbahn fuhr wieder. Mitte der 1960er-Jahre war der Hafen ein wichtiger Wirtschaftsfaktor der Stadt; dort wurden Mineralöl, Kohle, Kies und Chemikalien umgeschlagen.
Mit der Ölkrise von 1973 begann der Rückgang der örtlichen Wirtschaft. Im Jahr 1986 gab der Hauptmieter British Petroleum Offenbach als Standort auf. Zum 31. Dezember 1995 wurde der Eigenbetrieb der Hafenbahn aufgegeben, und der eingeschränkte Güterverkehr wurde mit Lokomotiven der Deutschen Bundesbahn abgewickelt. Ende der 1990er-Jahre wurden die Öltanks der BP demontiert, und der Bahnbetrieb wurde weitestgehend eingestellt; 1998 begann die Demontage der Gleise der Hafenbahn.
Bis zum Jahr 2002 wurde der letzte Güterkunde im Hafen, die Firma Edelstahl-Recycling GmbH, noch regelmäßig bedient. Danach erfolgte der Rückbau der noch vorhandenen Gleisanlagen der Hafenbahn.

## Betrieb

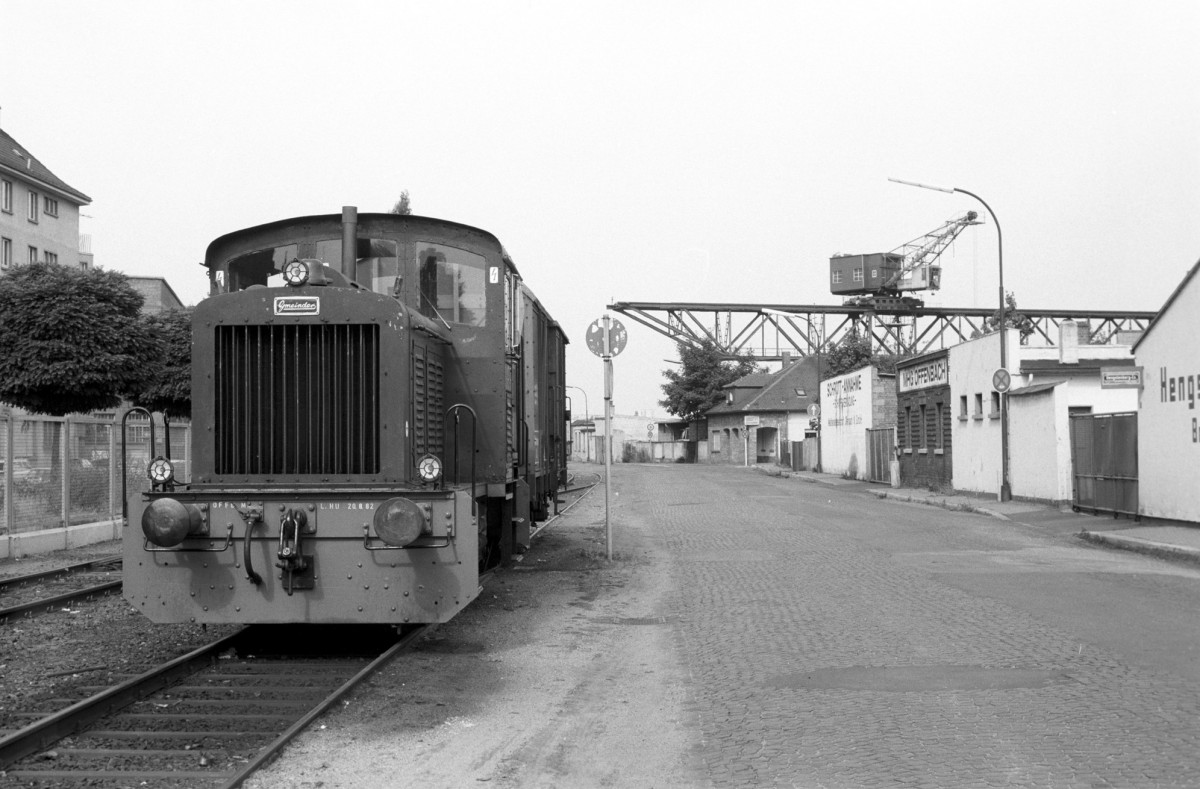
Gleise der Hafenbahn Offenbach am Nordring

Für den Warenumschlag im Hafen wurden verschiedene Lokomotiven beschafft. Deren Wartung erfolgte im Lokschuppen der Hafenbahn. Ab 1903 waren die folgenden Lokomotiven bei der Hafenbahn im Einsatz:
- Cn2t Maschinenfabrik und Eisengießerei Darmstadt 59/1874 240 PS, 1903 von der Kronberger Bahn abgekauft, 1908 an J. Adler jun. in Frankfurt verkauft
- Cn2t Henschel & Sohn, Kassel 8620/1908 circa 200 PS, Typ Thüringen, 1908 neu geliefert, 1953 verkauft
- Cn2t Henschel & Sohn, Kassel 18296/1921 350 PS, Typ Bismarck, ehemalige Henschel-Werkslok Nr. 11, 1929 gekauft, 1956 an die Firma Klöckner-Mannstaedt-Werke in Troisdorf verkauft
- B-dh Gmeinder 2582/1940 Typ N200, 200 PS, 1953 angeschafft, 1980 verkauft an privat für die Offenbacher Lokalbahn e. V.
- C-dh Deutz 56435/1956 Typ A6M 428, 250 PS, im Juli 1995 nach Italien verkauft
- C-dh Deutz 56509/1957 Typ A6M 428, 250 PS, 1980 umgezeichnet in 1, Ende 1996 nach Italien verkauft

## Gegenwart

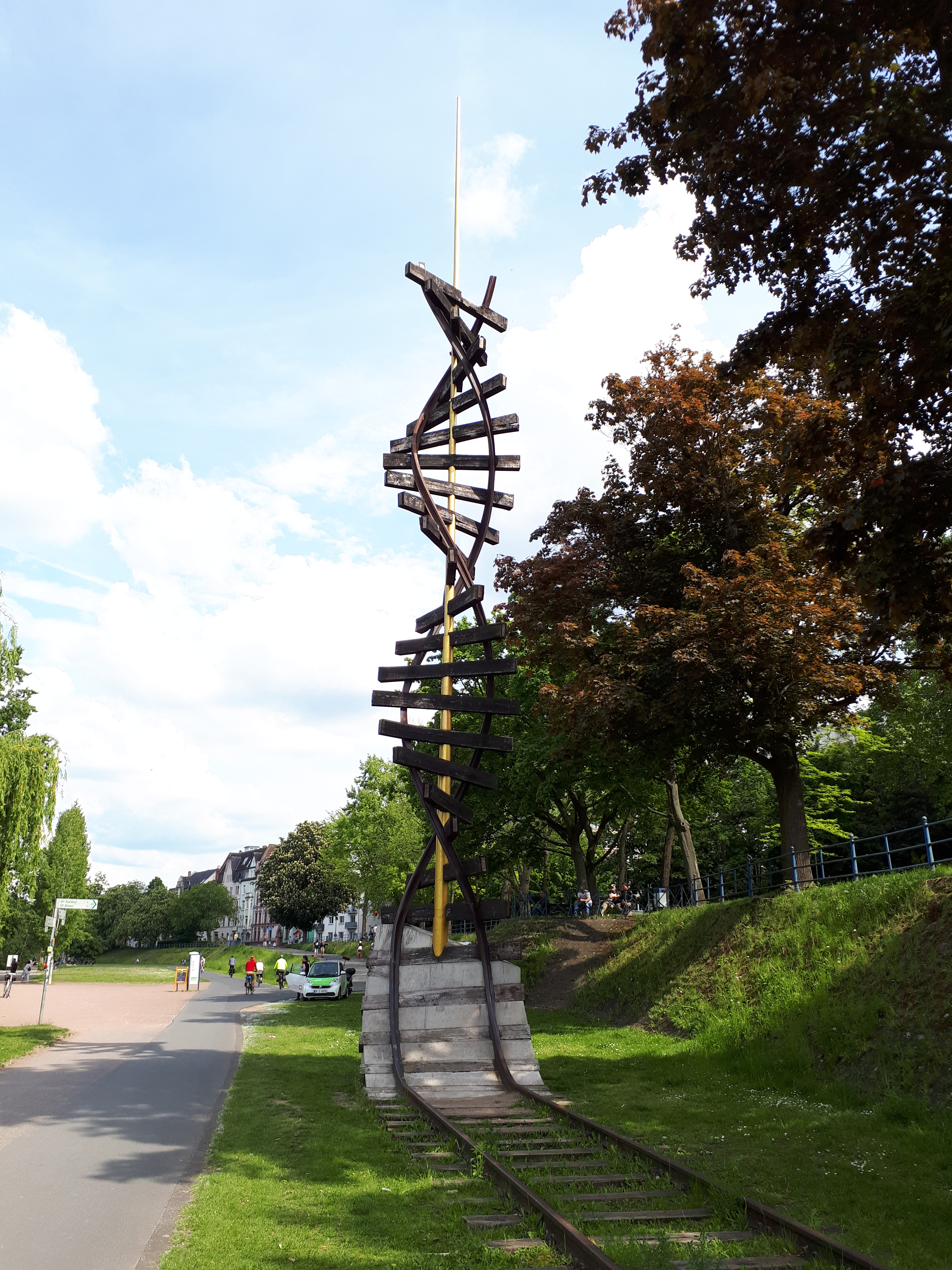
Gleisrest mit Doppelhelix am Mainufer

An die Offenbacher Hafenbahn erinnert ein einzelnes, nur einige Dutzend Meter langes Gleis am Offenbacher Mainufer, das Kulturgleis. Auf diesem Gleis steht ein geschlossener Güterwaggon, der für kulturelle Veranstaltungen genutzt wird. Am östlichen Ende des Gleises wurde aus den Schienen ein Kunstwerk in Form einer hoch aufgerichteten Helix geschaffen. Vom Güterbahnhof Offenbach ausgehend liegen noch etwa einhundert Meter Gleis, das im Güterbahnhof selbst noch gut sichtbar, danach jedoch vollständig überwuchert ist. Die Gemeinnützige Offenbacher Ausbildungs- u. Beschäftigungsgesellschaft mbH nutzte den ehemaligen Lokschuppen der Hafenbahn, um Jugendliche in Metallberufen auszubilden. Bis 2002 wurde das Gebäude unter anderem auch für Heavy-Metal-Veranstaltungen genutzt. Im Jahr 2004 eröffnete dort das Kulturzentrum Hafen 2, in dem unter anderem Filmvorführungen und Konzerte stattfanden. 2015 wurde der Lokschuppen abgerissen.